# Orlovačko jezero
Orlovačko jezero je jezero na Zelengori, u Bosni i Hercegovini.
Smješteno je na nadmorskoj visini od 1438 m. Udaljeno je od Jugovog jezera oko 1 km. Dužina jezera je oko 350 m, širina oko 100 m, a prosječna dubina oko 5 m. Jezero se nalazi u okviru Nacionalnog parka Sutjeska. Istočno od jezera se izdižu vrhovi Orlovac i Orlovača, jugoistočno Bregoč (2014 m), južno Stog (1821 m) i sjeverno Ljeljen (1765 m). U jezeru žive potočna pastrva, jezerska zlatovčica i ubačena kalifornijska pastrva.

## Vanjske poveznice
- Slika Orlovačkog jezera